# Herbert George Morley Robert Wells esq.
„Herbert George Morley Robert Wells esq.”   este un eseu scurt scris de autorul britanic Arthur C. Clarke.  A apărut inițial în revista If din 1967. „Herbert George Morley Robert Wells esq.” a fost publicată în colecția de povestiri The Wind from the Sun (1972).
În limba română eseul a fost tradus de Ovidiu Nacu și a apărut în revista Quasar 1/1992 și de Mihai-Dan Pavelescu  și a apărut în colecția  Lumina întunericului din 2002 în Colecția Sci-Fi a Editurii Teora.

## Prezentare
În acest scurt eseu, Arthur C. Clarke explică greșeala sa pe care a făcut-o în „Cea mai lungă poveste SF scrisă vreodată” cu privire la autorul povestirii „Anticipator”. În momentul scrierii lucrării „Cea mai lungă poveste SF scrisă vreodată”,  H.G. Wells a fost menționat ca fiind autorul povestirii „Anticipator”. La câteva luni după ce a apărut povestirea „Cea mai lungă poveste SF scrisă vreodată”, el a primit o scrisoare de la L.A. Gritten, un mare fan al lui H.G. Wells, în care îi spunea că nu poate găsi povestirea „Anticipator”. Răspunsul lui Clarke a venit după ce a răsfoit lucrările din biblioteca din Colombo din Sri Lanka. El a considerat că este adevărat - nu a găsit nicio povestire a lui Wells intitulată „Anticipator”.
În curând a aflat de la unul dintre consilierii săi că „Anticipator” a fost scrisă de un alt scriitor englez, Morley Roberts, iar povestirea a fost publicată pentru prima dată în 1898 în The Guardian of Waters and Other Stories.
Clarke crede că a citit în antologia Doubleday Călătorul în timp din 1947 și, probabil, a confundat-o cu povestirea lui Wells „Accelerator“.
După ce a răsfoit scrierile lui Wells, Clarke le recomandă pe următoarele:
- "The Star"
- "Oul de cristal"
- „Floare de orhidee ciudată”
- „Valea orbului” - The Country of the Blind